# Hate mail

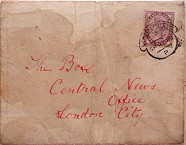
Facsímil del sobre de la carta «Dear Boss».

Hate mail (como mensaje, publicado, o de otra manera) es una forma de acoso, por lo general consta de invectivas y potencialmente intimidante o amenazante comentarios hacia el destinatario. Hate Mail a menudo contiene un lenguaje excepcionalmente abusivo, obsceno o de otro modo hiriente.
El destinatario puede recibir comentarios despectivos respecto a su etnia, la sexualidad, la religión, la inteligencia, la ideología política, el sentido de la ética, o el sentido de la estética. El texto de mensajes de odio a menudo contiene malas palabras, o simplemente puede contener un mensaje negativo.
Si el mensaje se convierte en algo muy ofensivo, este mensaje puede ocasionar problemas personales, e incluso asesinato

### Artículos Académicos
- Dear, Michael (January 2001), «The politics of geography: - hate mail, rabid referees, and culture wars», Political Geography 20 (1): 1-12, ISSN 0962-6298, doi:10.1016/S0962-6298(00)00033-0, archivado desde el original el 7 de abril de 2014, consultado el 6 de abril de 2014.
- Temkin, Benny; Yanay, Niza (October 1988), «'I Shoot Them with Words': An Analysis of Political Hate-Letters», British Journal of Political Science 18 (4): 467-483, JSTOR 193881, doi:10.1017/S0007123400005226.

### Artículos de noticias
- "Jewish activists opposing the Israeli government's policies face intimidation and harassment via email and on the internet." Guardian Unlimited, 19 de enero de 2004
- "Racist Hate Mail Found In Durham Mailboxes" WRAL-TV, 10 October 2006

- Datos: Q2794113